# Friedrich Kabermann
Friedrich Kabermann (* 7. Februar 1940 in Nordhausen; † 2. September 2020 in Friedrichstadt) war ein deutscher Historiker (Zeitgeschichte) und  Schriftsteller (Sachbücher, Essays, Tagebücher, Romane). Er lebte und arbeitete überwiegend in Norddeutschland.

## Leben
Mit zwei Schwestern und den Eltern (die Mutter war Pianistin, der Vater Gymnasiallehrer für Deutsch und Geschichte) verbrachte Friedrich Kabermann die erste Lebenszeit in Bad Sachsa/Harz. Die Familie wechselte nach Kempen im Warthegau, wo der Vater die Aufgabe hatte, eine deutsche Schule aufzubauen. Die Kindheitsjahre blieben unbeschwert, bis das nahende Kriegsende im Februar 1945 die Familie zur Flucht zwang.
Die Familie fand zunächst eine Bleibe in Bad Sachsa. Von dort wechselte sie Ende 1949 nach Detmold, wo der Vater eine Anstellung als Lehrer am dortigen Leopoldinum gefunden hatte. Auch der Sohn ging da zur Schule, verließ sie aber noch vor dem Abitur und leistete seinen Wehrdienst ab. Anschließend besuchte er in Berlin das Abendgymnasium. Nach dem Abitur 1964 studierte er an der Freien Universität Geschichte, Politik, Soziologie und Philosophie, wechselte dann zur Georg-August-Universität in Göttingen, wo er 1973 das Studium mit dem Doktortitel abschloss. Seine Dissertation bei Reinhard Wittram über den Widerstandskämpfer Ernst Niekisch führte ihn mit Persönlichkeiten der Widerstandsbewegung zusammen, wie Ernst Jünger, Fabian v. Schlabrendorff, A.Paul Weber, Joseph E. Drexel, mit denen sich ein reger Austausch lebenslang fortsetzte.
Die Arbeit wurde als Buch („Ernst Niekisch - Widerstand und Entscheidung eines deutschen Revolutionärs / Leben und Denken von Ernst Niekisch“) veröffentlicht.
Für sein Manuskript „Umwege - Bekenntnisse und Reflexionen eines Sommers“ 1973 wurde Kabermann vom Bund der Antifaschisten (VVN) der Günther Weisenborn-Literaturpreis verliehen.
Nach dem Studium folgte ein Volontariat bei den Nürnberger Nachrichten, von dort ging er als Lektor nach Hamburg zum Verlag Hoffmann und Campe. 1977 folgte die Mitarbeit (Co-Autor: Wolfgang Venohr) an der TV-Serie „Dokumente deutschen Daseins (DDD)“, die im ZDF ausgestrahlt wurde und dem 1978 dazu erschienenen Buch „Brennpunkte deutscher Geschichte/1450-1850“.
1979 verfasste er in kritischer theologischer Auseinandersetzung „Die Jesusfalle - Der sanfte Krieg der Sekten“.
Der Schneewinter 1978/79 inspirierte Kabermann zu seinem belletristischen Erstlingswerk „Moira“, einem Fantasy-Roman für Jugendliche und Erwachsene mit Zeichnungen von Dieter Zirkel. Fortan schuf er als freier Autor neben journalistischen Beiträgen zahlreiche Werke unterschiedlicher Genres.
1989 folgten der Roman „Orpheus’ Traum“, 1990 der Essayband „Dunkelzeiten“ sowie 1991 Tagebücher unter dem Titel „Echolot, Tage und Jahre 1975-1985“, 1995 die Märchenerzählung „Unter dem Sonnenmond“.
In der Politik und Philosophie fand er in Edmund Stoiber einen Gesprächspartner; aus dieser Begegnung entstand „Das Maß der Dinge - Über die Kunst, das politisch Notwendige zu tun“.
Im Roman „Im toten Winkel“ verarbeitete er den tragischen Amoklauf eines Schülers in Erfurt (am 26. April 2002). 2006 folgte im selben Verlag der Roman „Angela Nova - Die Weise von Liebe und Tod des Dichters Rainer Maria Rilke“. Hier geht es um die Begegnung von Rilke mit der Malerin Paula Modersohn-Becker in Worpswede und deren Beziehung zueinander.
In „Zugvögel: Essay-Libretto-Echo“ erschien neben dem Libretto zur gleichnamigen Oper von Mathias Husmann der Essay „Requiem in C-Dur oder wozu brauchen wir Kunst?“. Im Jahr 2011 folgte „Nicht Werther und nicht Lotte: Schumann-Brahms, Zeugnisse einer Freundschaft“, ein fiktiver, an authentischen Begebenheiten angelehnter Briefwechsel sowie die beiden Essays „Pathos und Passion“ und „Gesang der Frühe“.
Das Buch „Brennpunkte deutscher Geschichte“ von 1978 wurde 2012 umgearbeitet und erschien neu unter dem Titel „Mut, Mut, ihr Deutschen - Vom Reich zur Nation“.
Die folgenden Werke waren wieder rein belletristischer Natur:
- 2012 „Engelsspur“, ein in der (Vor-)Weihnachtszeit spielender Roman mit zwei halbwüchsigen Kindern als Hauptfiguren.
- 2013 „Letzter Vorhang - Nachruf für Jan“, ein Roman um die Begegnung und Beziehung des Schriftstellers Gorch Fock (bürgerlich Johann Wilhelm Kinau) mit der Schauspielerin am Hamburger Ohnsorg-Theater, Aline Bußmann.
- 2014 „Lichte Schatten“, Essays.
- 2015 „Abend in Violett“, ein Roman, der die Zeitläufte des 20. Jahrhunderts aus verschiedenen Blickwinkeln beleuchtet.

Mit dem Jahr 2015 setzte bei Friedrich Kabermann der Beginn seiner Erkrankung ein, an deren Folgen er fünf Jahre später verstarb. Er war verheiratet und hatte zwei Kinder.

## Werke
- Widerstand und Entscheidung eines deutschen Revolutionärs: Leben u. Denken von Ernst Niekisch. Verlag Wissenschaft und Politik, Köln 1973, ISBN 978-3-8046-8458-4
- Brennpunkte deutscher Geschichte: 1450-1850. Athenäum, Kronberg 1978, ISBN 978-3-7610-8011-5
- Die Jesus-Falle: Der sanfte Krieg der Sekten. Hoffmann und Campe, Hamburg 1979, ISBN 978-3-455-08864-9
- Moira: Die Reise zum Nullpunkt der Welt. EA Arena, Würzburg 1981 / Books on Demand, Norderstedt 2010, ISBN 978-3-8423-1259-3
- Orpheus’ Traum, Roman. Katz, Gernsbach 1989, ISBN 978-3-925825-32-3
- Dunkelzeiten, Essays. Katz, Gernsbach 1990, ISBN 978-3-925825-50-7
- Echolot: Tage und Jahre 1975-1985. Katz, Gernsbach 1991, ISBN 978-3-925825-55-2
- Unter dem Sonnenmond, Erzählungen. EA Bertelsmann, München 1995 / Books on Demand, Norderstedt 2021, ISBN 978-3-8448-1735-5
- Das Maß der Dinge: Über die Kunst, das politisch Notwendige zu tun, Gespräch mit Edmund Stoiber. Droemer Knaur, München 2001/2002, ISBN 978-3-426-27287-9
- Im toten Winkel, Roman. EA Wiesenburg Verlag, Würzburg 2004 / Books on Demand, Norderstedt 2021, ISBN 978-3-7534-0310-6
- Angela Nova: Die Weise von Liebe und Tod des Dichters Rainer Maria Rilke, Roman. EA Wiesenburg Verlag, Würzburg 2006 / Books on Demand, Norderstedt 2022, ISBN 978-3-7557-8246-9
- Requiem in C-Dur oder wozu brauchen wir Kunst? Essay. Otto-Johann-Verlag, Lubmin 2009, ISBN 978-3-940844-14-9
- Nicht Werther und nicht Lotte: Schumann-Brahms, Zeugnisse einer Freundschaft. Books on Demand, Norderstedt 2011/2021, ISBN 978-3-7534-5737-6
- „Mut, Mut, ihr Deutschen!“: Brennpunkte deutscher Geschichte. Books on Demand, Norderstedt 2012/2021, ISBN 978-3-7543-1198-1
- Engelsspur, Roman. Books on Demand, Norderstedt, 2012, ISBN 978-3-8482-2770-9
- Letzter Vorhang: Nachruf für Jan, Roman. Books on Demand, Norderstedt 2013/2021, ISBN 978-3-7534-8282-8
- Lichte Schatten, Essays. Books on Demand, Norderstedt 2014, ISBN 978-3-7386-0297-5
- Abend in Violett, Roman. Books on Demand, Norderstedt 2015, ISBN 978-3-7386-4795-2